# باول دورانت
باول دورانت (بالإنجليزية: Paul Durant)‏ هو مهندس أمريكي، ولد في 26 سبتمبر 1959.